# Georg Joseph Beer
Georg Joseph Beer (Vienna, 1763 – 1821) è stato un oculista austriaco.
Divenne libero docente nel 1803, per poi tenere la prima cattedra di oftalmologia della storia, all'università di Vienna, dal 1818. Elaborò un metodo per l'operazione della cataratta, detto appunto metodo Beer.
Lasciò varie opere, tra cui la Bibliotheca Ophtalmica (1799).